# Heterochromidinae
Sous-famille
Les Heterochromidinae Kullander, 1998 sont des Cichlidés d'Afrique, bassin de fleuve Congo. Une seule espèce est décrite. Les études phylogénétiques placent parfois cette sous-famille au côté des Cichlidae néotropicaux.
- Heterochromis Regan, 1922 a pour synonyme Callopharynx Poll, 1948.

## Soures
- Références
- Phylogénie
- Synonymie